# PC-игра
PC-игра́ (англ. PC game) или игра́ для персона́льного компью́тера (англ. personal computer game) — компьютерная игра, которая предназначена для работы на персональном компьютере (PC/ПК), а не на каком-либо другом устройстве типа игровой консоли или аркадного автомата. Версия мультиплатформенной компьютерной игры для PC называется PC-версией игры.
Игра, которая вышла только на ПК, называется PC-эксклюзивной игрой или просто PC-эксклюзивом. Большинство таких игр выпускаются для Microsoft Windows, реже (и иногда позднее) выходят версии для Mac OS X или Linux.

## История развития PC-игр

### Ранние годы

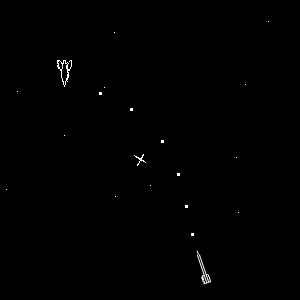
Игру Spacewar!, разработанную для PDP-1 в 1961, принято называть самой первой компьютерной игрой. В игре два космических корабля маневрируют вокруг центральной звезды, пытаясь уничтожить друг друга

Хотя персональные компьютеры стали популярными лишь с появлением доступных микропроцессоров, мэйнфреймов и мини-компьютеров, первые ПК-игры появились в 1960-х годах. Одной из первых PC-игр стал космический симулятор Spacewar!, разработанный в 1961 году студентами MIT для компьютера PDP-1, который использовался в институте для статистических вычислений.
Первое поколение PC-игр было преимущественно текстовыми приключениями или интерактивными историями, в которых игрок «общался» с компьютером посредством ввода команд через клавиатуру. Первая текстовая приключенческая игра, Colossal Cave Adventure, была разработана для PDP-10 Уиллом Кроутером в 1976 году и расширена Доном Вудсом в 1977 году. К 1980-м годам ПК стали достаточно мощными, чтобы исполнять текстовые игры наподобие Colossal Cave Adventure, но в это время уже начала зарождаться интерактивная компьютерная графика. Более поздние игры совмещали в себе текстовые команды и базовую графику, что можно увидеть на примере серии игр «Gold Box» от разработчика SSI.
К середине 1970-х годов PC-игры разрабатывались группами энтузиастов и распространялись, в бо́льшей мере, между этими группами. Однако тогда уже были игровые журналы, такие как Creative Computing и позже Computer Gaming World, через которые также начали распространяться PC-игры. В этих изданиях игры распространялись в виде исходного программного кода, что стимулировало потребителей к разработке своих собственных игр и модификаций.
Microchess стала одной из первых игр, которая публично поступила в продажу. С начала старта продаж в 1977 году эта игра в конечном счёта собрала кассу в 50 000 проданных копий. Распространялась она на кассетной плёнке.

### Кризис индустрии компьютерных игр
Вследствие наводнения рынка множеством игровых приставок и низкокачественными играми, присущего консолям предыдущего поколения, агрессивной ценовой и рекламной политики их производителей, возник большой спрос на домашние компьютеры, что вызвало рост интереса к рынку PC-игр. Так продажи Commodore 64 резко увеличились, а такие разработчики, как Electronic Arts, заинтересовались в платформе.
На несколько лет индустрия компьютерных игр стала убыточной, из-за чего на рынке явно обозначился застой. Лишь только некоторое время спустя Nintendo удалось прорваться на рынок США со своей «системой развлечений» (NES — Nintendo Entertainment System). В Европе кризис прошёл гораздо позже.

### Появление новых жанров
Благодаря росту популярности компьютерной мыши, во многом связанному с успехом таких игр, как King’s Quest, а также возможности использовать изображения высокого разрешения, в новых играх начали появляться высококачественные графические интерфейсы. Одновременно с этим, в 1985 году успешно стартуют продажи компьютера Commodore Amiga, что только ускорило распространение графических интерфейсов.
Дальнейшее развитие PC-игр стало доступным с появлением первых звуковых карт AdLib’s Music Synthesizer Card в 1987. У IBM PC появилась возможность воспроизводить полноценные звуки. До этого приходилось использовать скудный набор тонов и сигналов из PC Speaker. С появлением карт Creative Labs Sound Blaster звук стал более качественным, благодаря исполюзованию PCM каналов и процессора цифровых сигналов.
В 1991 году id Software выпустила одну из первых FPS-игр — Hovertank 3D, положившую начало линейки самых влиятельных игр жанра. Другие компании тоже создавали шутеры от первого лица, например Day of the Viper 1989 года от компании Accolade. В 1992 году для популяризации жанра id Software выпустила Wolfenstein 3D. Во многом благодаря ей, игры жанра FPS стали самыми продаваемыми в современной истории. Игра была условно-бесплатной, то есть давала возможность опробовать небольшую часть игры, а остальное становилось доступным после оплаты. Wolfenstein 3D стала (вместе с Ultima Underworld) одной из первых популярных игр, в которой использовались текстуры.

## Разработка PC-игр
Разработкой PC-игр, как и консольных, обычно занимаются несколько (или один) разработчиков, используя либо одно на всех, либо разное ПО. На заре компьютерных игр команда разработчиков могла состоять из малого количества человек (как, например, в случае с Wolfenstein 3D), сейчас же многие популярные компьютерные игры требуют больши́х людских и финансовых затрат.
Ядром PC-игры обычно является программное обеспечение, также называемое игровым движком, которое упрощает процесс разработки и портирования игры на другие платформы. На консолях, из-за ограничений на запуск постороннего кода, в основном используются крупные движки, такие как Unreal Engine 3 и RenderWare. На персональных компьютерах же можно запускать игры, которые разрабатываются с использованием различного ПО. По этой причине на ПК доступно большое количество альтернативных дорогих движков, а также бесплатные движки с открытым кодом, такие как Crystal Space, Retribution Engine и DarkPlaces.

### Пользовательские модификации
Структура персонального компьютера позволяет изменять контент установленных игр. В отличие от консольных игр, которые сложно модифицировать из-за отсутствия у пользователей специального SDK для разработки, а также по причине законодательных и физических ограничений на запуск постороннего кода, ресурсы многих компьютерных игр можно редактировать, используя доступное широкой общественности программное обеспечение. После внесения изменений пользователи могут распространять свои изменённые версии игр (модификации).
Редакторы карт, такие как UnrealEd (который поставляется вместе с коробочной версией игры) и GtkRadiant (который доступен для свободного скачивания из Интернета), позволяют пользователям модифицировать игры тем же самым инструментарием, который использовался разработчиками игры. Кроме того, некоторые компании могут открывать исходный код своих старых игровых движков, как это сделала id Software, тем самым давая возможность создавать абсолютно новые игры или вносить масштабные изменения в уже существующие.
Моддинг (процесс модификации) дал возможность игровому сообществу вносить в игру элементы, которые не работали должным образом или которых вообще не было в игре. Одним из примеров может быть модификация Hot Coffee для PC-порта Grand Theft Auto: San Andreas, который открывал доступ к якобы вырезанной миниигре простым изменением нескольких файлов игры.

## Распространение PC-игр

### Распространение на физических носителях
Компьютерные игры продаются на стандартных носителях информации, таких как компакт-диски (CD), DVD и флоппи-диски (дискеты). В самом начале развития игровой индустрии диски отправляли покупателям по почте. На замену этому способу доставки пришла розничная продажа игр, которая и стала основным каналом распространения игр по причине более высоких продаж. Разнообразные флоппи-диски были основным носителем в 80-х и ранних 90-х. Позже, из-за увеличивающегося объёма игровых файлов, они уступили место более вместительным носителям.
После появления полноценных графических движков современные игры стали более требовательны к размеру дисков, что подогрело интерес к форматам CD и DVD, как к новому поколению компактных носителей для персональных компьютеров. Растущая популярность DVD-приводов в ПК, а также большая вместимость дисков (однослойные DVD-диски могут вместить до 4,7 гигабайт информации, что почти в семь раз больше, чем CD), стали результатом того, что DVD стал новым форматом для распространения компьютерных игр. На сегодняшний день (конец 2000-х годов) лишь очень незначительное количество игры выходит на CD, а большинство — на одном или нескольких DVD.

### Пробная версия
Вариант с распространением пробной версии (англ. Shareware), когда потенциальным покупателям безвозмездно предоставляют ограниченную или демонстрационную версию полной игры, начали использовать на заре игровой индустрии и используют её до сих пор. Пробные версии обычно предлагают лишь малую часть геймплея полной игры. Они могут распространяться через игровые журналы, магазины или сайты разработчиков.
В начале 90-х такой способ распространения активно использовался такими компаниями, как Apogee Software, Epic Megagames и id Software, и по сей день остаётся популярным среди мелких разработчиков. Позже крупные компании отдали своё предпочтение традиционной розничной продаже, за исключением таких компаний, как Big Fish Games и PopCap Games, которые до сих пор используют эту модель распространения.

### Демо-версии
Демонстрационная версия компьютерной игры, демо-версия игры (англ. Game demo) — версия компьютерной игры, которая служит для её демонстрации и рекламы и распространяется бесплатно.

### Цифровая дистрибуция

Главная страница сервиса онлайновой дистрибуции Direct2Drive

Вместе с растущей популярностью Интернета растёт популярность такого вида распространения игр, как цифровая дистрибуция. Такие сайты, как Direct2Drive и Download.com дают возможность покупать и скачивать большие игры из сети. Одни онлайновые сервисы требуют плату только за факт покупки игры, другие же основываются на подписке — за ежемесячную плату пользователи могут скачивать столько игр, сколько они хотят.
Одним из примеров сервисов цифровой дистрибуции может служить система Steam, разработанная Valve Corporation и ставшая альтернативой традиционным онлайновым сервисам распространения: Steam предлагает возможность предварительной загрузки зашифрованных файлов игры за несколько дней или недель до официального релиза. После выхода игра сразу же становится доступной для запуска. Купленные в Steam игры могут быть скачаны в любой удобный для пользователя момент, в то время как физические носители могут повредиться и перестать читаться приводами. Правда, игрок всё-равно будет зависеть от работы серверов Steam, если он захочет скачать игру. В условиях предоставления услуг Steam написано, что Valve не несёт ответственности за работоспособность серверов. Так что если Valve Corporation закроется, серверы будут отключены.

## Жанры компьютерных игр
Компьютерные игры в основном классифицируются по жанрам, а также по количеству игроков.
Вследствие того, что критерии принадлежности игры к тому или иному жанру не определены однозначно, классификация компьютерных игр недостаточно систематизирована, и в разных источниках данные о жанре конкретного проекта могут различаться.

## Персональный компьютер как игровая платформа

### Аппаратная часть
Современные компьютерные игры выдвигают немалые требования к компьютерной аппаратной части. Основой является быстрый центральный процессор (англ. CPU) для корректной работы внутриигровых механизмов. Вплоть до 2005 года производители процессоров занимались увеличением тактовых частот ЦП, а после 2005 они стали уделять основное внимание многоядерности. Многоядерные процессоры дали возможность обрабатывать несколько задач одновременно, что означало более сложную графику, более продвинутый искусственный интеллект и внутриигровую физику.
Кроме процессора трёхмерные игры требуют мощного графического процессора (англ. GPU), который ускоряет процесс отрисовки сложных графических сцен в режиме реального времени. GPU могут быть встроены в материнскую плату (такое решение используется в основном в ноутбуках) или могут быть встроены в отдельную карту со своей памятью (так называемой видеопамятью), которая соединяется с материнской платой посредством портов AGP или PCI-Express. Также возможно использование нескольких графических процессоров в одном компьютере с помощью таких технологий, как Scalable Link Interface (NVidia) или CrossFire (ATI).
Для обеспечения трёхмерного качественного звука в играх необходимо иметь звуковую карту (встроенные аналоги зачастую не имеют функций для 3D и более чистого звука). Линейка SoundBlaster от Creative Labs много лет была стандартом для звуковых карт, хотя её популярность упала после того как на материнских платах появились встроенные звуковые процессоры.
Физические процессоры (англ. PPU), такие как карта Nvidia PhysX, тоже могут требоваться современными играми для ускорения обработки физических процессов. PPU дают компьютеру возможность просчитывать сложные взаимодействия между объектами игрового мира, что открывает множество возможностей контролировать происходящее в игре, адаптированной под физический процессор.
Для управления используются клавиатуры, мыши, джойстики для авиасимуляторов, рули для гоночных игр и геймпады для игр, ориентированных на консольное управление. Для общения в онлайн-играх используют гарнитуры.

### Программная часть
Компьютерные игры помимо аппаратной требуют ещё и программную часть, в которую входят операционная система, драйверы устройств, библиотеки и многое другое. На сегодняшний день большинство игр разрабатываются для запуска на операционных системах семейства Microsoft Windows. В самом начале развития индустрии игры, которые писались под MS-DOS, обязательно включали код, работающий напрямую с железом. Сегодня же связующим звеном между операционной системой и игрой является API, что упрощает создание игр. Особенно широко используется библиотека Microsoft DirectX, которая обеспечивает связь со звуковым и графическим оборудованием. Кроме неё существует кросс-платформенная библиотека OpenGL. На производительность и геймплей также влияет версия драйвера видеокарты, установленного в системе.

### Многопользовательская игра

#### Локальная сеть
До того как широкополосный Интернет стал доступен большинству пользователей, для многопользовательского режима в играх использовали локальную сеть (англ. LAN). У локальной сети была гораздо более высокая пропускная способность и малое время отклика по сравнению с повсеместным тогда dial-up. Эти преимущества в то время позволяли бо́льшему количеству игроков присоединяться к сетевым баталиям. В наши дни локальная сеть продолжает быть для многих лучшим вариантом для многопользовательской игры по причине высокого времени отклика и дороговизны Интернета.
Для игры по локальной сети нужны два (или более) компьютера, роутер и кабели для присоединения каждого из них к сети. В дополнение к этому всем компьютерам необходима сетевая плата для соединения и собственная копия игры. Опционально, любая локальная сеть может соединяться с Интернетом.